# Jean-Claude Fulchiron
Pour les articles homonymes, voir Fulchiron.
Jean-Claude Fulchiron, né à Lyon le 24 juillet 1774 et mort à Paris le 22 mars 1859, est un homme politique et homme de lettres français.

## Biographie
Il nait à Lyon en 1774, au 2 de la rue Mulet, chez son père, Joseph Fulchiron. Aux débuts de la Révolution, il est élève au collège Louis-le-Grand à Paris. La suppression de l'université en 1791 le pousse à rentrer à Lyon puis à Saint-Didier-au-Mont-d'Or, où il assiste au massacre de Marie-Aimé Guillin du Montet pendant l'attaque du château de Poleymieux-au-Mont-d'Or.
Il fait partie des levées de la Convention et devient sous-lieutenant. Il se lie avec Casimir Perier, futur ministre de Louis-Philippe lors d'un passage en Isère. En 1795, il est admis à l'École polytechnique, mais n'y achève pas ses études, car en 1797, il doit suivre son père, élu au corps législatif à Paris après le 18 brumaire. Il se lance dans la littérature et écrit plusieurs tragédies dans le genre classique, dont plusieurs sont reçues à la Comédie-Française mais ne sont toutefois jamais jouées. Il devient député du Rhône en 1831, réélu en 1834, 1837, 1839 et 1842. Le Moniteur du 5 mai 1836 indique que « Lyon constituait pour Fulchiron un fait personnel en permanence ».
Il est nommé pair de France en 1845, mais se retire de la vie publique en 1848. Il meurt à Paris à l'âge de 85 ans en 1859.

## Hommages
Le quai Fulchiron de Lyon lui est dédié.
Un buste en marbre de Jean-Claude Fulchiron est visible dans la Galerie des buste lyonnais au musée des Beaux-Arts de Lyon. Ce buste a été réalisé en 1874 par Charles Textor. 

## Publications
- Quatre nouvelles (1800)
- Voyage dans l'Italie méridionale (3 volumes, 1840-1842)
- Voyages dans l'Italie méridionale, dans l'Italie centrale et dans l'Italie septentrionale (6 volumes, 1843-1858) Texte en ligne 1 2 3 4 5 6